# Comuna Krasneanka, Tîvriv
Krasneanka (în ucraineană Краснянка) este o comună în raionul Tîvriv, regiunea Vinnița, Ucraina, formată din satele Dubîna, Krasneanka (reședința) și Kruhî.

## Demografie
Componența lingvistică a satului Krasneanka
     Ucraineană (93,5%)
     Rusă (6,5%)
Conform recensământului din 2001, majoritatea populației satului Krasneanka era vorbitoare de ucraineană (93,5%), existând în minoritate și vorbitori de rusă (6,5%).